# Luchthaven Aswan
Luchthaven Aswan (IATA: ASW, ICAO: HESN), ook bekend als Luchthaven Daraw, is een luchthaven in Aswan, Egypte.
De luchthaven bediende 979.034 passagiers in 2007 (groei van 12% ten opzichte van 2006).

## Luchtvaartmaatschappijen en bestemmingen
Er worden zowel internationale vluchten als binnenlandse vluchten vanaf luchthaven Aswan aangeboden:
- EgyptAir - Abu Simbel, Caïro, Luxor
- EgyptAir (uitgevoerd door EgyptAir Express) - Abu Simbel, Caïro
- Thomson Airways - Londen-Gatwick